# 杨继忠
杨继忠（1936年2月—）江苏省宜兴市人，中国人民解放军海军少将。

## 生平
1936年2月，杨继忠生于今宜兴市万石镇黄土寺村李家塘（即原宜兴县南漕公社李家塘），家中世代务农。7岁时母亲逝世，杨继忠和父亲及哥哥一起生活。1953年，杨继忠高中毕业后入伍，1953年9月被选入南京海校预科学校学习，1954年10月进入海军第五海校第三分校学习。在校期间多次被评为优秀学员。
1955年，杨继忠被分配到青岛快艇七十一大队。先后被评为二级技术能手、一级技术能手，不久任电讯班长，1955年12月加入中国共产党。1959年7月，考入海军潜水艇学校（海军潜艇学院的前身）航海系学习。同年，父亲去世。在校期间两次被评为“五好学员”，并立三等功1次。4年后毕业，取得大学本科文凭。1963年9月，获授海军中尉军衔，定为副连级。1963年10月，被分配到北海舰队中国27号潜水艇任实习航海长。任内多次受到表彰。1969年8月升任海军新中国39艇艇长。1970年，杨继忠领导的139艇（新中国39艇）因完成训练任务成绩突出，获得部队表彰为“四好”艇。
1975年12月，杨继忠调任海军潜水艇第十二支队副参谋长。后来历任海军北海舰队司令部军训处副处长、处长等职。1984年6月，调任海军第六十二支队副支队长。1985年4月，升任海军潜艇第二支队支队长。1989年9月，进入中国人民解放军国防大学基本系第四期指挥培训班学习，在校期间升任海军北海舰队副参谋长。1990年被授予中国人民解放军海军少将军衔。
1991年8月，调任海军潜艇基地司令员。杨继忠在任海军潜艇基地司令员期间，正值核潜艇开始战备值班，杨继忠领导制定了从训练时期转入战备值班时期的规章制度，对核潜艇部队开展了战备等级转进，率某艇完成了第一次战备值班艇赴太平洋远航巡逻的任务。杨继忠还解决了核潜艇部队后勤和修理保障体制从三级保障改为二级保障的问题。为了留住技术骨干，杨继忠向海军建议专业军士长改成专业技术军官，后获上级认可。1992年7月，中共中央总书记、中央军委主席江泽民及其他中央军委首长视察核潜艇部队，时任基地司令员杨继忠汇报了核潜艇部队建设、训练、战备值班情况，获得江泽民主席及其他中央军委首长的肯定，江泽民为海军潜艇基地题词：“建设一支忠于党、忠于祖国、忠于人民的核潜艇部队。”
1994年4月，杨继忠升任海军北海舰队副司令员，分管核潜艇部队工作。退休后，杨继忠专心读书、练习京剧演唱和二胡演奏。